# 육전형 자쿠 II
육전형 자쿠 II(영어: Ground Type Zaku II, 일본어: 陸戦型ザクII)는 《건담 시리즈》에 등장하는 모빌 슈트(MS)로 분류되는 가공의 유인 조종식 인간형 로봇 병기이다. 1979년에 방영된 TV 애니메이션 《기동전사 건담》에서 처음으로 등장했다.
작품 내에서 적측 세력인 지온 공국군의 주력 양산형 모빌 슈트(MS)인 자쿠 II를 개수해 우주용의 장비를 제거한 지상전 사양기이다. "지상용"이라고 불리기도 하며, 형식번호가 "MS-06J"이기 때문에 "J형"이라고도 불린다. 또한 《기동전사 건담》 방영 당시에는 일반적인 자쿠 II와 구별이 없었으며, "육전형"이라는 설정은 훗날 발행된 서적에 의한 것이다.
메카닉 디자인은 오오카와라 쿠니오가 담당하였다.

## 같이 보기
- 자쿠 II
- 육전형 건담
- 육전형 짐